# Real Jardín Botánico de Trinidad
El Real Jardín Botánico de Trinidad (en inglés: Royal Botanic Gardens) se encuentra en la isla de Trinidad específicamente en la ciudad de Puerto España. Los jardines, creados en 1818, están situados justo al norte de Queen's Park Savannah. Este es uno de los jardines botánicos más antiguos del mundo. El sitio ajardinado ocupa 61,8 acres (25 hectáreas) y contiene unos 700 árboles, de los cuales aproximadamente el 13 % son nativos de Trinidad y Tobago, mientras que otros se trajeron de todos los continentes del mundo.
Los jardines están abiertos al público todos los días del año en el horario comprendido entre las 06:00 a. m. y las 6:00 p. m.
Las instalaciones incluyen un pequeño lote que funciona como cementerio en el que los exgobernadores de Trinidad han sido enterrados desde 1819.